# Gerard Fernández Castellano
|  | Aquest article tracta sobre el futbolista català. Si cerqueu la monja catòlica, vegeu «Gerard Fernandez». |

Gerard Fernández Castellano (nascut el 4 d'octubre de 2002), de vegades conegut com a Peque, és un futbolista professional català que juga com a davanter al club de la Lliga Sevilla.

## Carrera de club
Nascut a l'Hospitalet de Llobregat, Catalunya, Fernández es va incorporar a la formació juvenil de la UE Cornellà l'any 2011. l'any 2014 va marxar al FC Barcelona, però després de dos anys va tornar a Cornellà.
Als 16 anys, Fernández va debutar com a sènior amb el Cornellà a la Copa Federación d'Espanya i posteriorment a la Segona Divisió B. El 5 de setembre de 2019, Fernández va tornar a La Masia, signant un contracte de tres anys, amb opció a dos més. El 9 de febrer de 2020, Fernández va ser inclòs a la plantilla de García Pimienta per a un partit contra el Vila-real B. Va marcar en el seu debut al Barcelona B, jugant com a titular en una derrota per 3-2 a casa.
El 7 de juliol de 2022, Fernández va signar amb el Racing de Santander, que tot just acabava d'ascendir a Segona Divisió, per un contracte de dos anys, després de l'expiració del seu contracte amb el Barça. A la campanya 2023-24, va ser el màxim golejador del club amb 18 gols, ja que es va perdre per poc un lloc de play-off.
El 10 de juliol de 2024, el Sevilla FC de la primera divisió va anunciar que havia arribat a un acord amb el Racing per al fitxatge de Fernández, que va acceptar un contracte de quatre anys.

## Carrera internacional
El febrer de 2020, Fernández va rebre una convocatòria de la selecció espanyola sub-18 de Pablo Amo per a un amistós contra Dinamarca. Va debutar el 26 de febrer com a titular en una victòria per 2-1.